# Werben & Verkaufen
Werben & Verkaufen (abgekürzt W&V) ist eine Fachzeitschrift für die Kommunikations- und Medienbranche. Sie wird vom Verlag Werben & Verkaufen herausgegeben, der zur Ebner Media Group gehört. Ihre verkaufte Auflage betrug im 1. Quartal 2022 16.182 Exemplare, ein Minus von 49,9 Prozent seit dem ersten Quartal 1998.

## Geschichte
Titelvorläufer war die 1913 in Berlin gegründete Zeitschrift Seidels Reklame, die Wilhelm Seidel herausgab und lange von Robert Hösel redigiert wurde. Sie erhielt später den Untertitel Das Blatt für Werbewesen und Verkaufstechnik. In Anknüpfung an diesen Untertitel ließ sie der Berliner Verlag Kalkoff, der auch in Städte- und Verkehrswerbung tätig war, ab Mai 1935 unter dem Titel Werben und verkaufen. Das Blatt für wirtschaftliche Werbung erscheinen. Die Zeitschrift, zugleich Mitteilungsblatt des Reichsverbands der Werbungtreibenden, wurde kriegsbedingt im März 1942 eingestellt.
Die neue Zeitschrift wurde erstmals am 4. April 1963 veröffentlicht, damals noch im Europa Fachpresse Verlag. Die Startauflage betrug 6.300 Exemplare. Zielgruppe sind Marketing- und Werbefachleute aus Agenturen, Medien und werbetreibenden Unternehmen.
Seit 1999 richtet der Verlag den Deutschen Mediapreis aus. Ins Leben gerufen wurde diese Auszeichnung von der W&V-Schwesterzeitschrift media & marketing, die 2009 in W&V aufging. 
Unter der Dachmarke W&V bündelt der Verlag seit 2009 einen Großteil seiner Produkte. So wurde die Zeitschrift media & marketing in W&V Media umbenannt, zusätzlich erscheinen regelmäßig W&V Praxis und Sonderhefte unter der Bezeichnung. Außerdem unterhält der Verlag die Rubrikenmärkte W&V Wer Wo Was, W&V Markt und W&V Spots. Mit dem Job-Network wird ein Netzwerk für Stellenangebote betrieben.
Im Januar 2013 wurde der Erscheinungstag von Werben & Verkaufen mit dem des Kontakters getauscht, der damals ebenfalls vom Verlag Werben & Verkaufen herausgegeben wurde. Die Zeitschrift erschien anschließend montags anstatt mittwochs.
Ab Januar 2019 erschien die Zeitschrift nicht mehr wöchentlich, sondern 15 Mal pro Jahr. Von Januar 2020 bis Juni 2022 erschien sie monatlich, seitdem nur noch vierteljährlich.
Im Dezember 2020 verkaufte der Süddeutsche Verlag den Verlag Werben & Verkaufen an die Ebner Media Group.

## Webauftritt
Das seit 3. März 1997 bestehende Webportal W&V Online (wuv.de) gehört mit durchschnittlich 1,8 Millionen Unique Visits im Monat zu den reichweitenstärksten Fachportalen der Kommunikations- und Medienbranche. Zu den Online-Services zählen darüber hinaus die W&V iPad- und iPhone-App, die Facebook-Fanpage, ein Twitter-Kanal, der Newsletter sowie „W&V Research“ mit einer Suchmaschine für Fallstudien und Kampagnen.